# Estació de Facultats-Manuel Broseta
L'Estació de Facultats-Manuel Broseta és una de les estacions del metro de València. Va canviar el seu nom el març de 2022 en l'aniversari de l'assassinat del catedràtic Manuel Broseta Pont en una acció del Comando Ekaitz d'Euskadi Ta Askatasuna en un lloc proper a la parada.
| Procedència/Destinació | <        | Línia | >          | Procedència/Destinació |
| ---------------------- | -------- | ----- | ---------- | ---------------------- |
| Aeroport               | Albereda |       | Benimaclet | Rafelbunyol            |
| Riba-roja              | Albereda | ...   | Benimaclet | Alboraia Peris Aragó   |

## Accessos
És la parada que dona servei a les facultats de la Universitat de València situades a l'avinguda de Blasco Ibáñez, on es troben tots els accessos. També trobem prop de la parada l'Estadi de Mestalla, l'Hospital Matern-Infantil i la Clínica Quiron.